# Araj Huma
Araj Huma (auch Arax Uma) ist eine Ortschaft im Departamento La Paz im südamerikanischen Anden-Staat Bolivien.

## Lage im Nahraum
Araj Huma liegt in der Provinz Gualberto Villarroel im Municipio San Pedro de Curahuara. Die Ortschaft liegt auf einer Höhe von 3745 m, zehn Kilometer südlich des Río Desaguadero und 30 Kilometer westlich des Höhenzuges Serranía de Huayllamarca.

## Geographie
Araj Huma liegt auf dem bolivianischen Altiplano zwischen den Anden-Gebirgsketten der Cordillera Occidental im Westen und der Cordillera Central im Osten. Das Klima der Region ist ein typisches Tageszeitenklima, bei dem die mittleren täglichen Temperaturschwankungen stärker ausfallen als die jahreszeitlichen Temperaturschwankungen.
Die mittlere Jahrestemperatur der Region liegt bei 8 bis 9 °C (siehe Klimadiagramm Callapa), die Monatsdurchschnittstemperaturen schwanken nur unwesentlich zwischen 5 °C im Juni/Juli und gut 10 °C von November bis März. Der Jahresniederschlag beträgt etwa 400 mm, die Monatsniederschläge liegen zwischen unter 25 mm von April bis Oktober und erreichen nur im Januar einen Wert von 100 mm.

## Verkehrsnetz
Araj Huma liegt in einer Entfernung von 155 Straßenkilometern südlich von La Paz, der Hauptstadt des gleichnamigen Departamentos.
Von La Paz aus führt die asphaltierte Nationalstraße Ruta 2 bis El Alto, von dort die Ruta 1 in südlicher Richtung als Asphaltstraße über Patacamaya bis Sica Sica. Von dort aus führt eine unbefestigte Piste nach Süden, überquert nach etwa dreißig Kilometern den Río Desaguadero und erreicht nach weiteren zehn Kilometern Araj Huma. Von Araj Huma aus weiter nach Süden führt eine Straße nach Papel Pampa, nach Westen hin erreicht man die Provinzhauptstadt San Pedro de Curahuara.

## Bevölkerung
Die Einwohnerzahl der Ortschaft ist im vergangenen Jahrzehnt drastisch zurückgegangen:
| Jahr | Einwohner         | Quelle       |
| ---- | ----------------- | ------------ |
| 1992 | keine Detaildaten | Volkszählung |
| 2001 | 403               | Volkszählung |
| 2012 | 55                | Volkszählung |
| 2024 |                   | Volkszählung |

Die Region weist einen hohen Anteil an Aymara-Bevölkerung auf, im Municipio San Pedro de Curahuara sprechen 96,8 Prozent der Bevölkerung die Aymara-Sprache.